# Тасманийски падемелон
Тасманийският падемелон (Thylogale billardierii) е вид бозайник от семейство Кенгурови (Macropodidae).

## Разпространение
Видът е разпространен в Австралия.